# 1200 Imperatrix
1200 Imperatrix este un asteroid din centura principală, descoperit pe 14 septembrie 1931 de Karl Reinmuth.